# Der Joker (Film)
Der Joker ist ein deutscher Kriminalfilm aus dem Jahr 1987 unter der Regie von Peter Patzak. Der Spielfilm handelt vom Kampf eines Kommissars gegen die organisierte Kriminalität. Die Hauptrolle spielt Peter Maffay als Kommissar Jan Bogdan. 

## Handlung
Zwei bekannte Heroindealer und eine Prostituierte aus dem Drogenmilieu werden im Interconti-Hotel von dem professionellen Auftragsmörder Dr. Proper mit einer schallgedämpften Mauser C96 erschossen. Wie bereits bei seinen vorherigen Morden lässt der Täter als Erkennungszeichen am Tatort eine Ass-Spielkarte zurück. Kommissar Jan Bogdan leitet zusammen mit seinem Kollegen Toni, welcher eine heimliche Affäre mit Bogdans Freundin Daniela hat, die polizeilichen Untersuchungen der Hamburger Mordkommission. Die Spuren deuten darauf hin, dass der Auftragskiller Dr. Proper von dem Boss einer mächtigen Verbrecherorganisation beauftragt wurde.
Jan und Toni befragen eine Prostituierte, welche als Informantin für die beiden agiert. Dabei bemerkt Jan wie ein großer übergewichtiger Kerl einen Jugendlichen belästigt. Jan geht dazwischen und Toni ruft einen Streifenwagen. Als Jan von dem Straftäter provoziert wird, rastet dieser aus und man erfährt das Jan gegenüber Kriminellen immer mehr die Hemmschwelle verliert, da jene sich nicht mehr an die Spielregeln halten. Jan dreht dem Straftäter den Rücken zu und dieser zieht eine Waffe. Toni kommt noch rechtzeitig und zieht seine Dienstwaffe um Jan zu schützen. In derselben Nacht ruft Jan seine Freundin Daniela an und fragt ob sie was zu essen gekauft hat. Man erfährt aus diesem Telefonat, dass Jan, als er das letzte Mal in der Nacht bei Daniela gekocht hat, jemanden erschossen hat.
Im italienischen Restaurant „Santini“, das von Danielas Vater geführt wird und der sich einer Schutzgelderpressung widersetzt, wird Bogdan bei einem Bombenanschlag schwer verletzt. Danielas Vater kommt bei der Explosion ums Leben. Scheinbar querschnittsgelähmt, verbittert und vom Dienst befreit setzt der Ex-Kommissar seine Ermittlungen im Rotlichtmilieu von St. Pauli eigenmächtig im Rollstuhl fort und versucht, von den beiden Verantwortlichen des Bombenanschlags ein Geständnis zu erpressen. Dabei wird der erste von einem Hund Bogdans zerfleischt und der zweite im Auftrag von Bogdan durch Dr. Proper mit einer Polizeipistole hingerichtet. In einem Gespräch zwischen Bogdan und Dr. Proper deutet der Auftragsmörder an, dass er selbst mal ein Polizist war und er keine Aufträge annehmen würde, die ihm zu persönlich sind. Bogdan ist sich nicht sicher, ob er dem Killer trauen kann. Als Bogdan Tage später mit dem Rollstuhl unterwegs ist, wird ein Mordanschlag auf ihn verübt. Ein Lastkraftwagen und ein Auto versuchen ihn zu überfahren. Bogdan entgeht dem Anschlag nur knapp und bemerkt, dass er wieder gehen kann. Währenddessen wird seine Freundin von den Auftraggebern der Anschläge entführt und sein Freund Toni getötet. Es gelingt ihm, den einen zu erschießen, und der zweite wird von Dr. Proper erschossen. Als Bogdan Daniela in Sicherheit gebracht hat, fährt er zu den letzten zwei Verbrechern und bringt sie zur Strecke. Später trifft Bogdan Dr. Proper und seinen Polizeichef Axel in einer Kneipe. Von Axel erfährt Bogdan, dass man das organisierte Verbrechen nicht komplett zerschlagen kann und dass Axel vorher mit dem Ass und nun mit Dr. Proper zusammenarbeitet. Dr. Proper lässt Bogdan am Leben, weil dieser die Drecksarbeit für ihn erledigt hat. Enttäuscht und verärgert macht dieser sich auf den Weg zu Daniela.
Gegen Ende des Films sind Bogdan und Daniela auf einem Stadtfest. Dort wird Bogdan von einer Person, die der Zuschauer nicht sieht, erschossen.

## Filmmusik
Das Album Bedtime Story (erschienen 1987) von Tony Carey enthält den kompletten Original-Soundtrack des Films.

## Produktionsnotizen
Die Dreharbeiten fanden mit einem Budget von fünf Millionen D-Mark vom 15. November bis zum 19. Dezember 1986 in Hamburg und München statt. Erich Tomek und Otto W. Retzer übernahmen die Produktionsleitung. Der Thriller ist für einen Lisa Film untypisch und orientiert sich an amerikanischen Vorbildern. Filmstart war am 15. Oktober 1987.

## Kritiken
„Peter Patzak, der österreichische Regisseur, hat einen knallharten, sentimentalen, verkaterten, deutschen Großstadtkrimi mit einem überwältigend rattenhaften Peter Maffay in der Hauptrolle gedreht.“

„‚Steppenwolf‘-Peter Maffay fischt ein wenig hölzern in der Neon-Trübnis deutscher Kriminalität, unterstützt von den Weltstars Michael York, Tahnee Welch und Elliout Gould. Versiert gemachter Thriller mit Elementen aus Hollywoods ‚schwarzer Serie‘, der im Kino eine halbe Million Zuschauer erreichte. Attraktive Thematik und zugkräftige Besetzung.“

„In Peter Patzaks Film ‚Der Joker‘ findet so ziemlich alles ein böses Ende, ein Risiko, das Regisseur und Drehbuchautoren eingegangen sind, um ihre Idee des reinen Genre-Kinos zu verwirklichen: ‚Der Joker‘ ist gegenwärtig die beste Karte in einem Spiel, das deutsches Action-Kino heißt.“

„Krude Story, von Routinier Patzak konfus inszeniert. Fazit: 80er-Trash aus dem schönen Hamburg.“